# Asteroide troyano de Júpiter
| Troyanos de Júpiter Asteroides de Hilda | Cinturón de asteroides Órbita de los planetas |

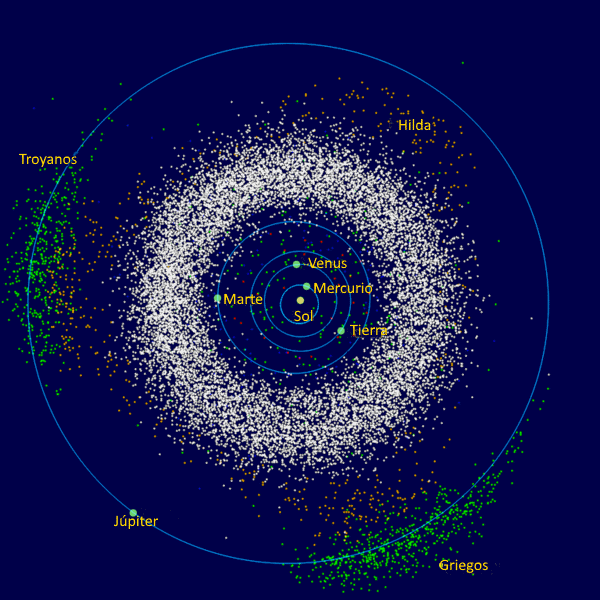
Los asteroides del Sistema Solar interior y Júpiter.
Los Troyanos de Júpiter están divididos en dos grupos: El Campamento Griego delante, y el Campamento Troyano detrás de Júpiter en sus respectivas órbitas.

Un asteroide troyano de Júpiter o troyano de Júpiter es un objeto astronómico que pertenece a un grupo grande de objetos que comparte la órbita alrededor del Sol del planeta Júpiter. Relacionados con Júpiter, cada troyano libra alrededor de uno de los dos puntos de Lagrange estables de Júpiter: L4, a 60° al frente del planeta en su órbita, y L5, a 60° detrás. Los troyanos de Júpiter están distribuidos en dos regiones alargadas y curvas alrededor de estos puntos de Lagrange con un semieje mayor promedio de aproximadamente 5,2 ua.
El primer troyano de Júpiter descubierto fue Aquiles, que fue observado en 1906 por el astrónomo alemán Max Wolf. Un total de 6178 troyanos han sido encontrados hasta enero de 2015. Por convención cada uno ha sido nombrado en alusión a un personaje mitológico de la guerra de Troya (de ahí el nombre troyano). Se cree que el número total de troyanos que exceden de un kilómetro de diámetro son cerca de un millón, aproximadamente igual al número de asteroides del mismo rango de tamaños en el cinturón de asteroides. Como asteroides del cinturón principal, los Troyanos forman familias.
Los asteroides troyanos de Júpiter son cuerpos oscuros con espectros rojizos y uniformes. No se ha obtenido evidencia firme de la existencia de agua, materia orgánica u otros compuestos químicos en sus superficies, pero se cree que están cubiertos por tolinas. Las densidades de los troyanos (medidos al estudiar sistemas binarios o curvas de luz) varía entre 0,8 g/cm³ y 2,5 g/cm³. Se piensa que los troyanos fueron capturados en sus órbitas durante las etapas tempranas de la formación del sistema solar o poco después, durante la migración de planetas gigantes.
El término «troyano» ha devenido en su uso para referirse más generalmente a otros cuerpos pequeños del sistema solar con relación similar a cuerpos más grandes: por ejemplo, existen los asteroides troyanos de Marte y de Neptuno, y Saturno tiene satélites troyanos. La NASA anunció en 2011 el descubrimiento de un asteroide troyano de la Tierra. Normalmente se entiende que el término «asteroide troyano» se refiere específicamente a los troyanos de Júpiter porque el primero fue descubierto cerca de la órbita de Júpiter y actualmente Júpiter tiene, de lejos, la mayoría de los troyanos conocidos.